# Suzuki Shigeyasu
Suzuki Shigeyasu (鈴木 重康 (Linh Mộc Trọng Khang) sinh ngày 1 tháng 9 năm 1886, mất ngày 11 tháng 6 năm 1957), là một trung tướng Lục quân Đế quốc Nhật Bản tham gia giai đầu của Chiến tranh Trung-Nhật. Người em của ông, Suzuki Minoru là thiếu tướng trong Quân đoàn Quân y Hoàng gia Nhật Bản.

## Tiểu sử
Xuất thân từ Ishikawa, Suzuki tốt nghiệp khóa 17 Trường Sĩ quan Lục quân (Đế quốc Nhật Bản) năm 1905 và làm ở Trung đoàn Bộ binh 35. Năm 1912, sau khi tốt nghiệp khóa 24 Đại học Lục quân (Đế quốc Nhật Bản), ông làm sĩ quan cư trú tại Nga từ năm 1916- 1918, chứng kiến nhiều sự kiện như cuộc Cách mạng Nga (1917) và sự lật đổ triều đại Romanov. Sau khi trở về Nhật Bản, ông làm tham mưu trưởng Sư đoàn 12 (Đế quốc Nhật Bản).
Năm 1924, ông làm tại Bộ Tổng Tham mưu Lục quân Đế quốc Nhật Bản. Năm 1927, ông thuộc Trung đoàn 34 của Sư đoàn 3 (Đế quốc Nhật Bản). Năm 1928, ông làm tùy viên quân sự tại Ba Lan và năm sau ông làm tùy viên quân sự ở Latvia. Năm 1930, ông trở lại Bộ Tổng tham mưu, ông đứng đầu Cục 2 (diễn tập), Phòng 1 cho đến năm 1931.
Từ năm 1931-1932, ông chỉ huy Trung đoàn Vệ binh Hoàng gia 1, sau đó ông được thăng hàm thiếu tướng.
Từ năm 1932-1934, ông giảng dạy ở trường Đại học Lục quân (Đế quốc Nhật Bản).
Từ năm 1934- 1935, ông đứng đầu Phòng 4 Bộ Tổng Tham mưu và đứng đầu phòng 1 (Chiến dịch) từ năm 1935-1936.
Chiến tranh Trung-Nhật bùng nổ, Suzuki được thăng trung tướng và nhận lệnh chỉ huy Lữ đoàn Hỗn hợp Độc lập 11. Tháng 8 năm 1937, ông tham gia trận Bắc Kinh-Thiên Tân, chiến dịch Chahar và trận Thái Nguyên. Năm 1937, ông được triệu về Nhật Bản làm hiệu trưởng trường Chiến tranh Hóa học, cho đến khi ông nghỉ hưu vào năm 1938.
Tháng 12 năm 1941, Suzuki trở thành tổng giám đốc một hãng chế tạo ô tô. Ông đã tích cực tham gia sự nghiệp phát triển ngành công nghiệp ô tô Nhật Bản, cho đến khi ông mất vào năm 1957.

### Sách
- Dupuy, Trevor N. (2006). The Harper Encyclopedia of Military Biography. New York: HarperCollins Publishers. ISBN 0-7858-0437-4.